# Capulus ungaricus
Espèce
Capulus ungaricus est une espèce de mollusques gastéropodes de la famille des Capulidae.
- Répartition : nord-est de l’Atlantique.
- Longueur : 5 cm.